# Sona
Sona (Sóna in dialetto veronese) è un comune italiano di 17 626 abitanti della provincia di Verona in Veneto.

## Geografia fisica

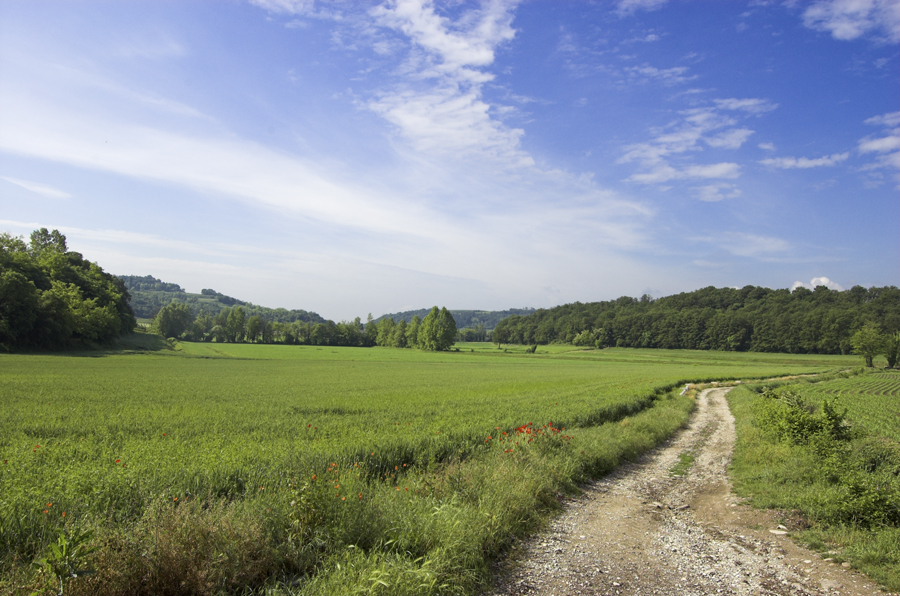
Le colline moreniche tra Sona e Sommacampagna

Il comune di Sona, che si trova a circa metà strada tra Verona, da cui dista 13,5 km, e il lago di Garda, confina a nord con Bussolengo, a est con Verona, a sud con Sommacampagna, a sud-ovest con Valeggio sul Mincio, a nord-ovest con Castelnuovo del Garda. Il territorio comunale, che si sviluppa per buona parte tra le colline moreniche di fondo, formatesi dallo scorrimento verso valle del ghiacciaio che ha lasciato il posto al lago di Garda, si sviluppa tra gli 83 metri della porzione di territorio pianeggiante e i 240 della collina più alta, mentre il palazzo del Comune sorge a 169 metri.

## Storia
Nella zona collinare del territorio comunale zona sono rimaste diverse testimonianze di epoca preistorica, in particolare nel 1874 sono stati scoperti resti del neolitico vicino a San Giorgio in Salici: durante gli scavi sono stati rinvenuti oggetti in bronzo, strumenti di selce e alcune ceramiche. Particolarmente interessanti furono il rinvenimento di un'ascia tipo "Moehlin", un pugnale tipo "Peschiera" e una tazza carenata tipo "Fiorano" databile intorno al V millennio a.C. Sempre presso San Giorgio in Salici furono trovati anche un martello di porfido ed una palafitta.
Scarse sono le notizie riguardanti l'epoca romana e nel medioevo, anche se si sa con certezza che, caduto l'Impero romano d'Occidente, sotto il dominio dei Longobardi Sona venne aggregata amministrativamente alla iudiciaria Gardensis, un sistema legato all'area del lago di Garda. Le prime citazioni del toponimo Sona si trovano in documenti di compravendita di terreni nel XII secolo da parte dell'abbazia di San Zeno; in quel momento il territorio faceva parte invece del libero Comune di Verona, poi sostituito dalla Signoria scaligera. Proprio sotto il governo della famiglia scaligera, nel XIV secolo, vennero potenziate le difese della zona (un esempio rimasto fino ad oggi è la torre Scaligera di Palazzolo), data l'importanza dell'area come via d'accesso per il Ducato di Milano
A partire dal XV secolo Sona, così come Verona, divenne parte della Repubblica di Venezia: in questo periodo la proprietà della terra venne riorganizzata, passando per lo più sotto la proprietà di ricchi mercanti veneziani che fecero recintare e canalizzare vaste zone (che furono quindi messe a coltivazione con la messa a dimora di nuovi alberi). Le varie proprietà agricole venivano gestite dalla "villa", che era costituita dalla casa padronale e dalle abitazioni dei contadini, oltre che degli spazi di servizio e deposito.
Nel XIX secolo il territorio divenne teatro più volte delle guerre d'indipendenza italiane, in particolare con le sanguinose battaglie di Custoza (del 1848 e del 1866). In particolare la prima coinvolse un ampio tratto di territorio sonese, causando inevitabili distruzioni a causa della scelta del generale austriaco Josef Radetzky di tentare di sfondare le linee piemontesi proprio nel tratto tra Sona e Custoza.

### Simboli
Lo stemma del comune è stato concesso con regio decreto del 9 dicembre 1941:
Il gonfalone è costituito da un drappo di bianco alla bordura di rosso.

## Monumenti e luoghi d'interesse

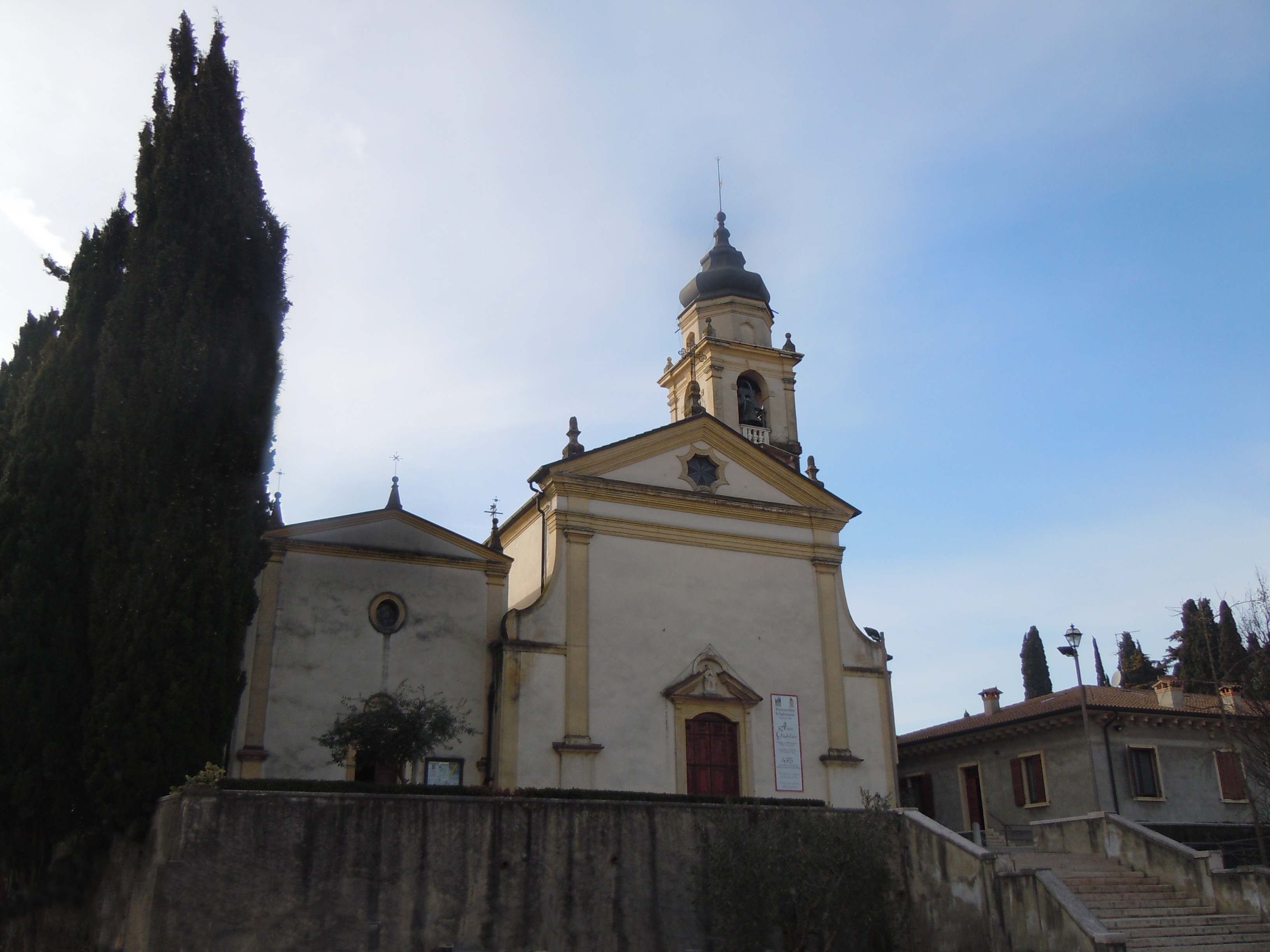
La chiesa parrocchiale di San Salvatore nel capoluogo

### Architetture religiose
Chiesa di San Salvatoresi tratta della chiesa parrocchiale del capoluogo, Sona. Le origini di una prima chiesa dedicata alle Sante Maria ed Elisabetta non sono conosciute, tuttavia si è ipotizzato possano risalire al XII o al XIII secolo, ma solo all'inizio del XVI secolo le venne concessa la sede parrocchiale con il titolo di "San Salvatore", intitolazione che possiede tutt'oggi. La consacrazione della chiesa attuale è datata 22 settembre 1743.
Chiesa di San Giorgio Martirela chiesa, le cui origini sono ignote, nacque come cappella di proprietà del Capitolo della Cattedrale di Verona. L'edificio venne ristrutturato in stile neoclassico dall'architetto Luigi Trezza tra il 1795 e il 1800, divenendo parrocchia di San Giorgio in Salici il 29 dicembre del 1798.
Chiesa di San Giacomo e Santa Giustinala chiesa parrocchiale di Palazzolo nacque come una semplice cappella soggetta alla pieve di Santa Giustina. La sua esistenza è documentata dal 1436, anche se di quel periodo rimane solo una parte del campanile; la chiese venne infatti ricostruita in stile neoclassico tra il 1813 e il 1821, mentre la facciata venne completata solo tra il 1899 e il 1900.
Chiesa di Sant'Annala chiesa parrocchiale di Lugagnano venne edificata nel secondo dopoguerra, quando a causa dell'incremento della popolazione si decise di abbandonare (e poi demolire) la precedente chiesa ottocentesca, realizzata dal noto architetto Luigi Trezza ma ritenuta troppo poco capiente. Notevole sia dal punto di vista artistico che delle dimensioni l'affresco del transetto di destra, in cui l'artista Federico Bellomi ha raffigurato un Giudizio Universale.
Pieve di Santa Giustinala piccola pieve si trova poco fuori dall'abitato di Palazzolo, dove è stata edificata in stile romanico tra il X e il XII secolo. Assolutamente peculiare la presenza di due absidi, nonostante la chiesa sia ad una sola navata, di cui il maggiore contiene l'altare e il minore il fonte battesimale.
Chiesa di San Roccosi tratta di una chiesetta sussidiaria costruita nel XVI secolo come oratorio padronale della nobile famiglia Cavazzocca Mazzanti, edificata dagli abitanti del luogo in seguito alla grave epidemia di peste che nel 1511 colpì il territorio veronese.

### Architetture civili
Corte Beccariealtra corte di Lugagnano, dove si svolgevano attività legate all'agricoltura e alla filanda, con l'allevamento di bachi da seta, ben sviluppata nel territorio veneto fino alla prima metà del XX secolo. Durante la prima guerra mondiale venne utilizzata come campo di prigionia per un migliaio di soldati austriaci e slavi.
Corte Guastalla Vecchiala casa padronale venne costruita sul finire del XV secolo su preesistenze altomedievali. La proprietà si mostra con la tipica immagine della corte-fattoria, con una casa padronale disposta su due piani principali e sottotetto, caratterizzata da un'antica meridiana, e da edifici a servizio, come stalle, magazzini e depositi.
Corte Messedagliacorte collocata a Lugagnano, risalente alla seconda metà del XV secolo e dotata di casa padronale con annessi rustici e una chiesetta, realizzata nel XVIII secolo e dedicata a Santa Maria in Carmine. Il primo edificio realizzato fu la casa padronale, utilizzata dai conti Bevilacqua prima come luogo di villeggiatura e poi come residenza, in quanto possedevano numerosi terreni nelle località Mancalacqua e Ca' di Capri.
Villa Anghebenla villa, ora Sparici Landini e detta "dei Cipressi", è stata edificata sul finire del XIX secolo sulla sommità del monte Corno, all'inizio di una dorsale alberata da un doppio filare di cipressi. Oltre alla casa padronale il complesso è composto di diversi edifici, tra cui una colombara. L'interno della casa, caratterizzato da un vasto salone da cui si dipanano i collegamenti ai vari ambienti, come da consuetudine della villa veneta, è accessibile tramite un portale sormontato da una pensilina in stile liberty degli anni venti del Novecento.
Villa Consolaro Turatail complesso, che fino al 1915 ospitava un convento di gesuiti, si sviluppa attorno ad una corte quadrata, con l'edificio principale che risulta accessibile da una duplice scalinata e che si sviluppa su tre livelli, ritmati da ampie finestre. Il portale d'accesso è sormontato da una meridiana mentre la copertura, caratterizzata da un frontone con una trifora e due pinnacoli alle estremità, donano all'edificio un aspetto barocco. Il cortile centrale è occupato da un grande giardino delimitato da portici.
Villa Guastalla Nuovala villa venne realizzata nella prima metà del XV secolo e abitata dalla famiglia Spolverini, quindi dalla famiglia Muselli, dalla famiglia Giusti del Giardino e infine Dal Santo. La villa era dotata di vari edifici adibiti a magazzini e laboratori, essendo essa il punto focale di un possedimento di terreni coltivati molto ampi e della coltura del baco per la produzione della seta, oltre che di una cappella barocca dedicata a Santa Maria e della casa padronale, caratterizzata da un'ampia loggia cui si accede tramite una duplice scalone.
Villa Spolverini Schizzi Fiorinil'edificio a tre piani è caratterizzato da una facciata semplice ma severa, con un massiccio portale con pilastri bugnati, mentre nel sottogronda si intravede ancora un affresco con lo stemma dei conti Schizzi. Il salone è caratterizzato da affreschi a tema bucolico, così come sono affrescate molte delle 24 stanze che compongono l'edificio. Durante il Risorgimento ospitò alcuni membri della famiglia Savoia, tra cui Carlo Alberto e Vittorio Emanuele II.

### Architetture militari
Torre Scaligeraa Palazzolo è presente una torre medievale di pianta quadrata, alta 17 metri, dotata di finestre bifore e merlature nella sommità. Salendo per tre livelli si giunge alla cella campanaria dove sono state poste 6 campane su cui sono incise dediche alla Santissima Trinità, alla Vergine Maria, alle sante Giustina e Costanza, alla Provvidenza e una ai santi veronesi Zeno, Giovanni Calabria, Daniele Comboni e a Madre Teresa di Calcutta, cui corrisponde all'esterno un orologio con due quadranti. Sempre sulla sommità del colle su cui sorge Palazzolo si trova una villa in stile neoclassico, villa Pastrovich, caratterizzata dalla presenza di altre due torri merlate, testimonianza insieme alla torre appena descritta del castello eretto dagli Scaligeri, che un tempo era formato da quattro torri e di una cortina muraria.

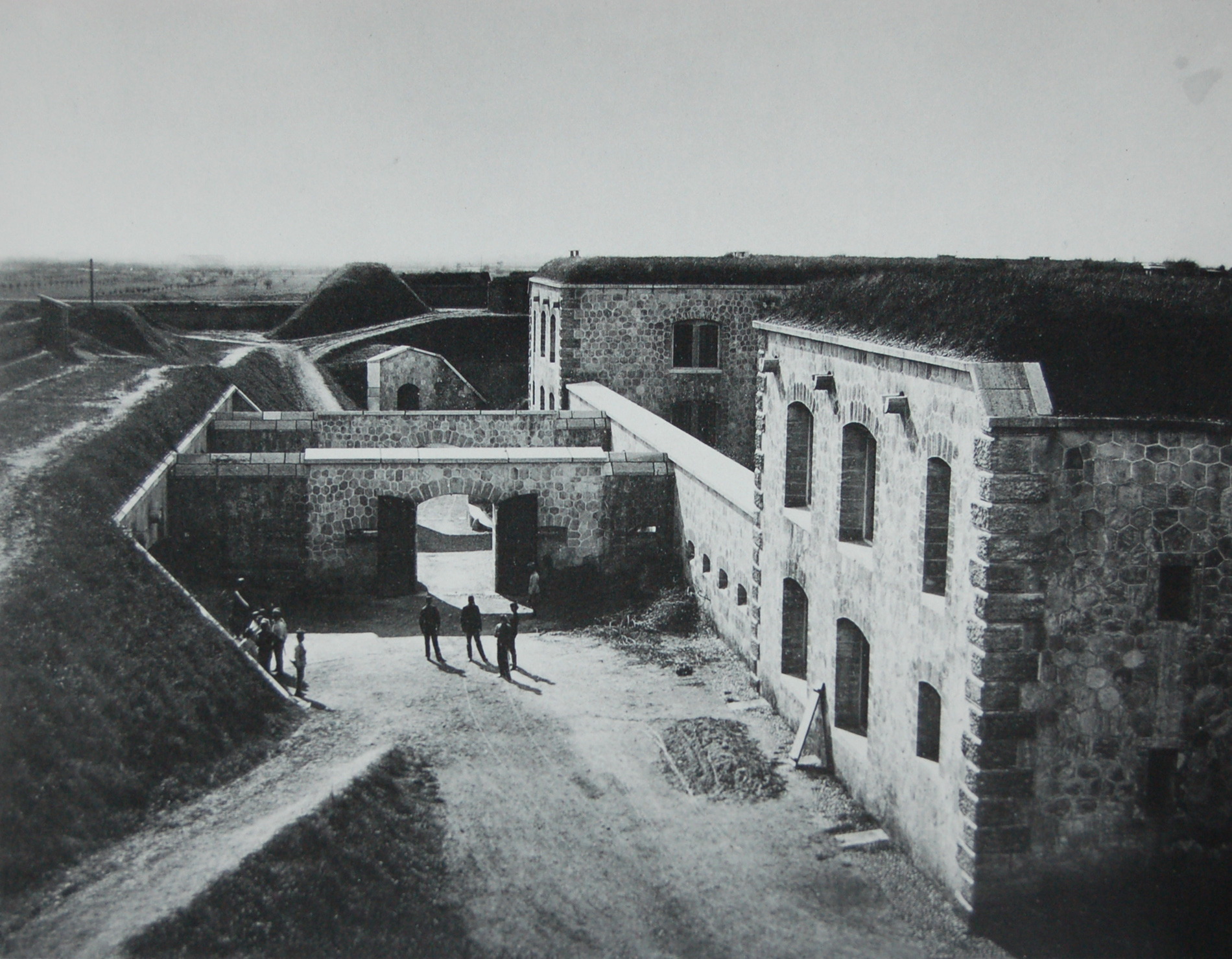
Il forte Lugagnano in una fotografia ottocentesca

Forte Lugagnanoil forte militare si trova poco all'esterno del territorio comunale, all'incirca a metà strada tra gli abitati di Lugagnano e San Massimo. La moderna fortificazione militare venne progettata dall'Imperiale Regio Ufficio delle Fortificazioni di Verona è costruito tra il 1860 e il 1861, quando venne inaugurato col nome di Werk Kronprinz Rudolf, venendo quindi intitolato all'infante arciduca Rodolfo d'Asburgo-Lorena, principe ereditario dell'Impero austro-ungarico, morto tragicamente durante i fatti di Mayerling. Il forte, caratterizzato da un tracciato poligonale tipico della scuola fortificatoria neo-tedesca con ridotta centrale, è situato in aperta campagna e faceva sistema con il forte Chievo, arretrato sull'ala destra, e con il forte Dossobuono, sulla sinistra. Le sue artiglierie da fortezza dominavano la pianura antistante fino quasi al limite delle colline di Sommacampagna, Sona, Palazzolo.

## Società

### Evoluzione demografica
Abitanti censiti

## Cultura

### Biblioteca
Nel 1980 è stata istituita la Biblioteca Comunale nel capoluogo, che è stata aperta al pubblico a partire dall'anno successivo, mentre nel 1985 è stata inaugurata la Sala Lettura nella frazione di Lugagnano.

### Carnevale di Lugagnano
Nella frazione di Lugagnano si tiene, durante il periodo di Carnevale, una grande sfilata di carri allegorici, la cui maschera principale della manifestazione è lo "Tzigano", che viene eletto ogni anno dai cittadini dell'abitato. La maschera dello Tzigano, il cui nome indica uno zingaro, nasce da una leggenda che vuole che il borgo nasca proprio da una carovana di zingari che secoli prima si stanziò nella pianura, integrandosi con gli abitati sparsi nella campagna andando a formare insieme il centro abitato.

### Corpo Bandistico di Sona
Il Corpo Bandistico di Sona nacque nel 1831 grazie al contributo del parroco Don Luigi Cremonese. Dalla sua nascita il corpo bandistico si è confrontato con numerose formazioni, soprattutto a livello provinciale, partecipando anche ai gemellaggi del comune con alcune città estere: nel 1992, quando ebbe luogo il gemellaggio con la città polacca di Wadowice; nel 2003, per il gemellaggio con la città tedesca di Weiler; nel 2005 in un'altra città tedesca, Ruhpolding.

## Geografia antropica

### Frazioni

#### Lugagnano

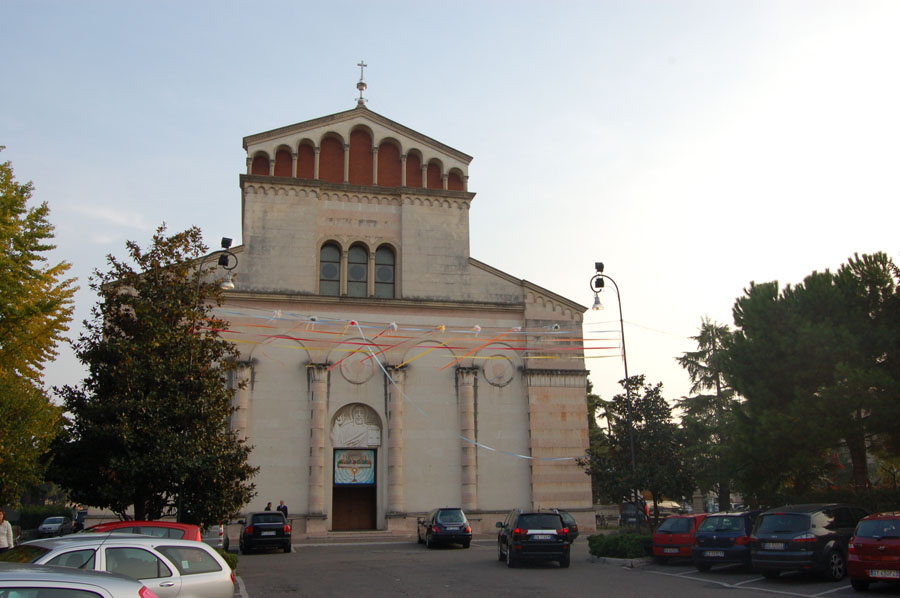
La chiesa di Lugagnano

Quello di Lugagnano, oggi il più popoloso paese del comune di Sona con 9 035 abitanti, è un borgo dalle origini incerte. Anche delle origini del nome, su cui sono state fatte varie ipotesi, si conosce poco, data anche la sua rarità: oltre alla frazione veronese esistono solamente, infatti, Lugagnano Val d'Arda e Cassinetta di Lugagnano, mentre hanno toponimi simili ma dall'etimologia diversa Lughignano, Lugugnana e Lucugnano.
La frazione è stata per lungo tempo divisa fra i comuni di Verona, Bussolengo, Sommacampagna e Sona stessa e solo nel 1974, in seguito a un referendum, è stata interamente aggregata a Sona; un caso unico in Italia in quanto al massimo vi sono borghi divisi fra tre comuni.

#### Palazzolo

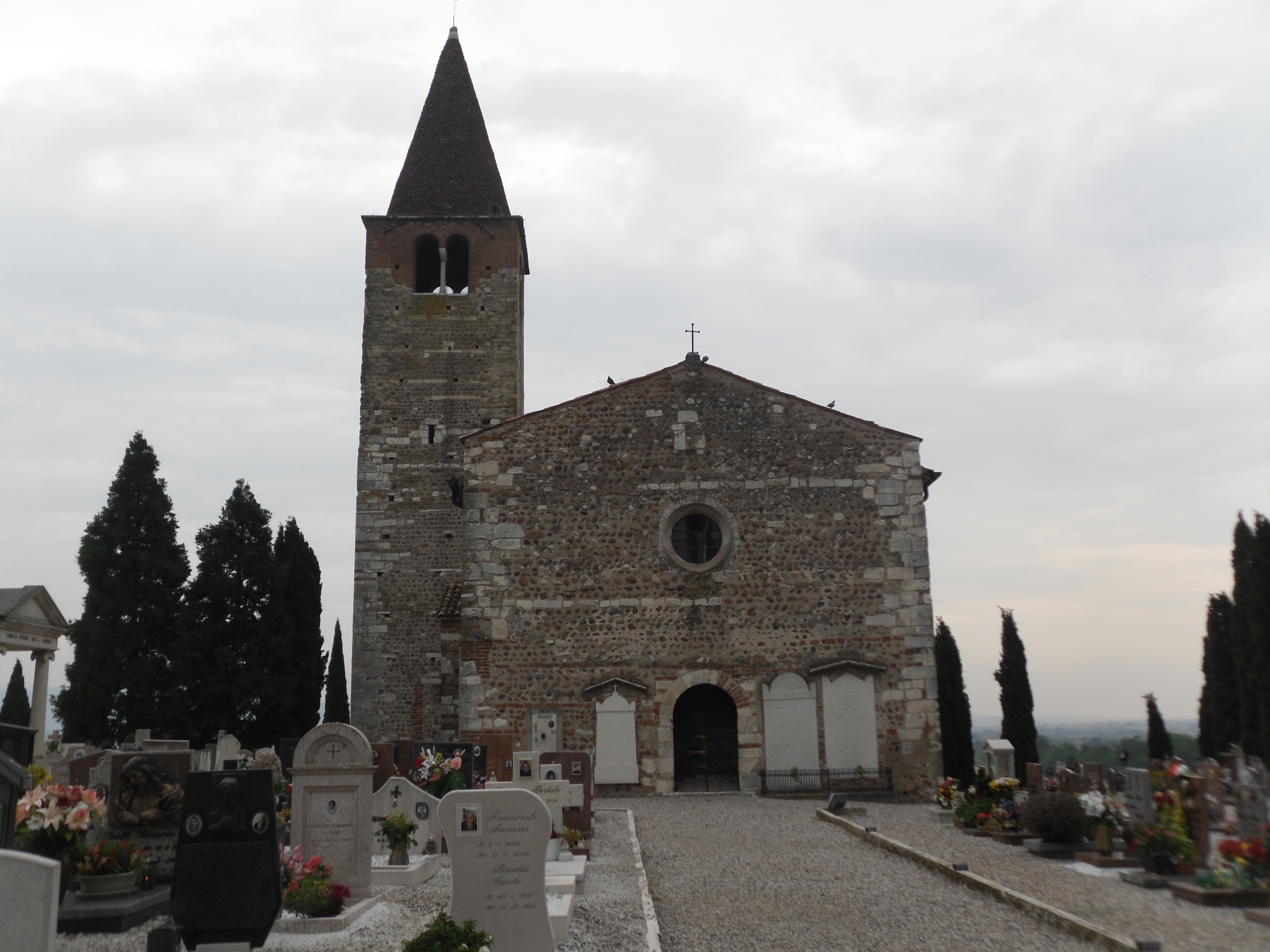
La pieve di Santa Giustina a Palazzolo

Palazzolo è un piccolo borgo di 2 912 abitanti, posto in cima ad una collina tra Sona e Bussolengo. Sul suo belvedere, in cima alla collina, il 30 aprile 1848 era presente il re d'Italia Carlo Alberto, che da lì osservò la battaglia di Pastrengo. Ancora oggi, a ricordo della sua presenza, su una casa in cima alla collina è presente un'iscrizione: «Carlo Alberto re di Sardegna, Vittorio Emanuele duca di Savoia, Ferdinando Maria duca di Genova, strenui campioni della libertà indipendenza ed unità di Italia, di qui vigilarono e ressero le sorti della fazione di Pastrengo, combattuta gloriosamente contro gli Austriaci, nel 30 aprile 1848».
Ma Palazzolo è nota soprattutto per la sua vecchia pieve di Santa Giustina, circondata da un rustico cimitero, importante monumento dell'architettura romanica veronese, studiato tra gli altri da Luigi Simeoni, Edoardo Arslan, Angiola Maria Romanini e da Francesca D'Arcais. La pieve ha la particolarità di avere due absidi quasi uguali e decorate da lesene, nonostante la chiesetta sia ad una sola navata. Il campanile risale probabilmente all'XI secolo, mentre l'interno della chiesa venne affrescato nel XIII secolo, infatti dall'intonaco traspaiono le figure di alcuni santi con vesti di bizantine.

#### San Giorgio in Salici

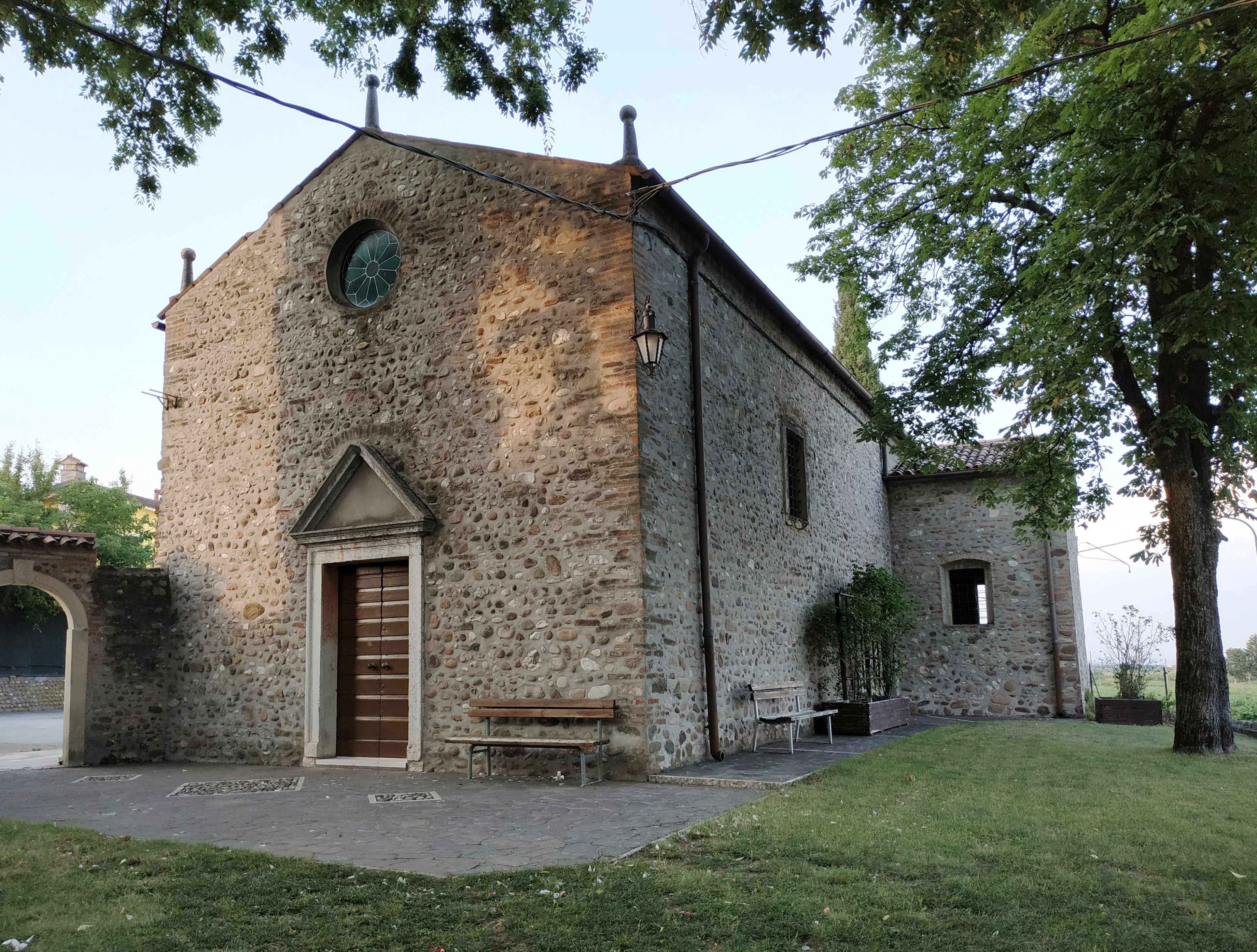
La chiesa di San Rocco, edificata nell'omonima località a sud di San Giorgio in Salici

San Giorgio in Salici è, con 2 456 abitanti, la più piccola frazione del comune. Si tratta di un borgo tra le colline e immerso nei vigneti della tranquilla campagna veneta. Nell'abitato, anticamente chiamato San Giorgio in Salcis, il monumento più importante è la chiesa opera dell'architetto Luigi Trezza, costruita tra il 1795 e il 1800, la cui facciata è stata però terminata nel 1933 dell'ingegnere Iseppo Loredan.

## Economia
L'economia di Sona risulta particolarmente diversificata nei vari settori, seppure con una prevalenza del settore industriale e agricolo. In particolare il settore agricolo, vincolato alla tipologia di terreno presente nel territorio comunale, vede una prevalenza della coltivazione di vigneti, frutteti e seminativo. Molto importante è soprattutto la coltivazione della vite, tanto che all'circa un quarto dell'intero territorio è sfruttato per la coltivazione di numerose qualità di uva da vino, per la maggior parte utilizzate per produrre vini DOC e DOCG. Il territorio è inoltre caratterizzato da un potenziale dal punto di vista turistico, grazie alla presenza di diversi edifici di interesse storico e artistico, come corti rurali, ville e chiese, per lo più edificate tra il XI e il XIX secolo, oltre che per la vicinanza al lago di Garda e di numerosi parchi di divertimento.

## Infrastrutture e trasporti
Il comune di Sona è facilmente accessibile tramite due autostrade principali: l'autostrada A4, attraverso il casello di "Sommacampagna", e l'autostrada A22, dal casello "Verona nord". Inoltre il territorio comunale è attraversato dalla ex strada statale 11 Padana Superiore.
A Sona si trova inoltre la stazione ferroviaria di Sommacampagna-Sona, soppressa al servizio passeggeri nel 1992, ma utilizzata dal terminal sorto nei suoi pressi nel 1988. Tra il 1947 e il 1976, a Lugagnano fu attiva l'omonima fermata presso il casello ferroviario della località Rampa.
Nel territorio del Comune di Sommacampagna e Villafranca di Verona, ma a ridosso del territorio sonese, si trova infine l'aeroporto di Verona-Villafranca "Valerio Catullo", il principale scalo della provincia di Verona e di quelle confinanti.

## Amministrazione
| Periodo         | Periodo         | Primo cittadino            | Partito                                                                    | Carica  | Note                        |
| --------------- | --------------- | -------------------------- | -------------------------------------------------------------------------- | ------- | --------------------------- |
| giugno 1975     | giugno 1980     | Renato Salvetti            | Democrazia Cristiana                                                       | Sindaco | [ 36 ]                      |
| giugno 1980     | maggio 1985     | Giorgio Gatto              | Democrazia Cristiana                                                       | Sindaco | [ 36 ]                      |
| 21 giugno 1985  | 16 ottobre 1992 | Angelo Boscaini            | Democrazia Cristiana                                                       | Sindaco | [ 36 ]                      |
| 16 ottobre 1992 | 24 aprile 1995  | Michelangelo Aldrighetti   | Democrazia Cristiana                                                       | Sindaco | [ 36 ]                      |
| 24 aprile 1995  | 14 marzo 1998   | Franco Conti               | Lista civica                                                               | Sindaco | [ 36 ] [ 37 ]               |
| 14 marzo 1998   | 27 maggio 2003  | Raffaele Tomelleri         | Lista civica                                                               | Sindaco | [ 36 ]                      |
| 27 maggio 2003  | 15 aprile 2008  | Flavio Bonometti           | Forza Italia                                                               | Sindaco | [ 36 ]                      |
| 15 aprile 2008  | 10 giugno 2013  | Gualtiero Mazzi            | LN, eletto con lista "Il Polo della Libertà per Sona-Lega Nord-Liga Veneta | Sindaco | [ 36 ]                      |
| 10 giugno 2013  | 29 giugno 2023  | Gianluigi Mazzi            | Indipendente - con liste civiche                                           | Sindaco | Elezioni 2013 Elezioni 2018 |
| 29 giugno 2023  | in carica       | Gianfranco Dalla Valentina | Indipendente - con Lega-FI - con liste civiche                             | Sindaco | Elezioni 2023               |

### Gemellaggi
- Wadowice, dal 1993[39]
- Weiler bei Bingen, dal 2002[39]
- Soyaux, dal 2015[39]
- Mirandola, dal 2022[40]

## Sport
A Sona si disputa annualmente il Gran Premio San Luigi di Sona, corsa dilettantistica vinta da corridori diventati poi professionisti quali Enrico Gasparotto, Oscar Gatto, Sonny Colbrelli e Gianni Moscon.